# 阿布兰圣纳泽尔
阿布兰圣纳泽尔（法語：Ablain-Saint-Nazaire，法語發音：[ablɛ̃ sɛ̃ nazɛʁ]）是法国上法蘭西大區加来海峡省的一个市镇，属于阿拉斯区。

## 地理
阿布兰圣纳泽尔（50°23'32"N, 2°42'45"E）面积9.85 平方千米，位于法国上法蘭西大區加来海峡省，该省份为法国北部沿海省份，西北濒北海，南至索姆省，东临北部省。
与阿布兰圣纳泽尔接壤的市镇（或旧市镇、城区）包括：艾克斯-努莱特、卡朗西、苏谢、布维尼布瓦耶夫勒、古伊塞尔万。
阿布兰圣纳泽尔的时区为UTC+01:00、UTC+02:00（夏令时）。

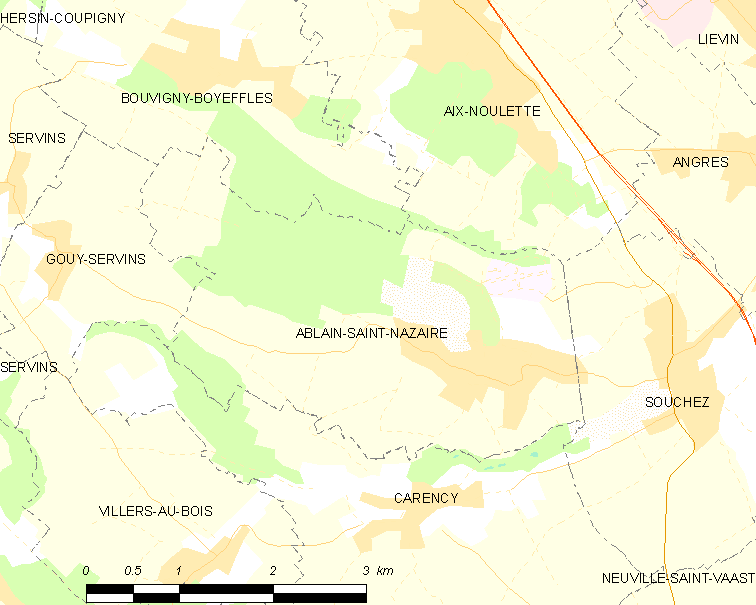
阿布兰圣纳泽尔的OSM定位图

## 行政
阿布兰圣纳泽尔的邮政编码为62153，INSEE市镇编码为62001。

## 政治
阿布兰圣纳泽尔所属的省级选区为比利莱米讷县。

## 人口

1962-2008年间阿布兰圣纳泽尔人口变化图示

阿布兰圣纳泽尔于2022年1月1日时的人口数量为1966人。